# Тагой
Тагой — язык, относящийся к рашадской (тегали-тагойской) группе кордофанской языковой семьи. Распространен в селении Рашад в Южном Кордофане (Судан). Делится на четыре диалекта: гой, умали, мореб и ориг.

## Генеалогическая и ареальная характеристика
Язык относится к рашадской группе кордофанской семьи нигер-конголезской макросемьи. Ближайшим родственным языком является тегали. Основное различие между этими двумя языками состоит в наличии/отсутствии согласовательных классов — в тагойском языке насчитывается 10 согласовательных классов, в то время как в тегали они полностью отсутствуют. В тагойском языке насчитывается четыре диалекта: гой, мореб, умали и ориг, из которых наиболее подробно изучены последние два.

## Социолингвистическая информация
```
Этот народ проживает на восточной окраине Кордофана. По данным 1984 года число носителей языка колеблется от 13 до 35 тысяч человек, однако с каждым годом количество говорящих на языке тагой стремительно сокращается. По версии Ethnologue статус языка 6b (исчезающий)
[
1
]
. Язык бесписьменный.
```

## Типологическая информация

### Тип выражения грамматических значений
С точки зрения степени свободы выражения грамматических значений тагой можно отнести к синтетическим языкам с развитой префиксацией (как именной, так и глагольной).
(1) t-ìɲèn
SG-зуб
зуб
(2) ŋ-ìɲèn
PL-зуб
зубы

### Тип маркирования

#### В именной группе
В посессивных конструкциях маркирование зависимостное:
yìrmóó y-álxàrtúúm
люди GEN-Хартум
жители Хартума

#### В предикации
В клаузах используется нулевое маркирование, то есть формальные грамматические показатели отсутствуют и у глагола, и у его актантов.
yíɲ yìttá ɛ́ttà
уголь один нести
Принеси уголь!

### Порядок слов в предложении
Базовый порядок слов в предложении SOV.
nìgᶕ́n ŋóóríg nᴐ̀ŋᴐ́nyò
мы оригский 1PL-говорить
Мы говорим по-оригски.

## Фонетика и фонология

### Консонантизм
|          |             | Губные | Переднеязычные | Палатальные | Велярные |
| -------- | ----------- | ------ | -------------- | ----------- | -------- |
| Шумные   | Смычные     | p      | t              | c           | k        |
|          | Фрикативные | f      | s              |             |          |
| Сонорные | Носовые     | m      | n              | ɲ           | ŋ        |
|          | Латеральные |        | l              |             |          |
|          | Дрожащие    |        | r              |             |          |
|          | Глайды      |        |                | y           | w        |

### Вокализм
|                       | Передний ряд | Средний ряд | Задний ряд |
| --------------------- | ------------ | ----------- | ---------- |
| Верхний подъём        | i            |             | u          |
| Верхне-средний подъём | ɪ            |             | ʊ          |
| Средний подъём        | e            |             | o          |
| Средне-нижний подъём  | ɛ            | ә           | ɔ          |
| Нижний подъём         |              | a           |            |

Также в редких случаях встречаются гласные ɪ̈, æ, ə̹, ə̜
Все гласные делятся на напряженные(i, e, æ, o, u) и ненапряженные(ɪ, ɛ, a, ɔ, ʊ).
Существует три степени долготы согласных: краткие, средние и долгие(обозначаются как a̯, a и aa соответственно). В слове не может быть более одного долгого гласного. Также невозможны слоги вида СV̯(C) и CVV(C).

### Тоны
В языке тагой два основных тона: высокий(H) и низкий(L). В редких случаях встречается нисходящий тон, обычно в конце слова.
wàm — змея(L)
wús — обезьяна(H)
máŋgâ — нубиец(HL)

## Морфология

### Существительные
Большинство существительных тагойского языка состоит из основы и префикса, обозначающего число.
y.òmé/ ŋ.òmé — пчела/пчелы
k.ús/s.ús — кость/кости
Некоторые существительные содержат нулевой префикс либо только в единственном, либо и в единственном, и во множественном числе. В последнем случае множественное число маркируется суффиксом.
m̀bə́t/ yì.mbə́t — коза/козы
ɔ́dɔ́/ɔ́dɔ́.t — свекровь/свекрови